# Бурение

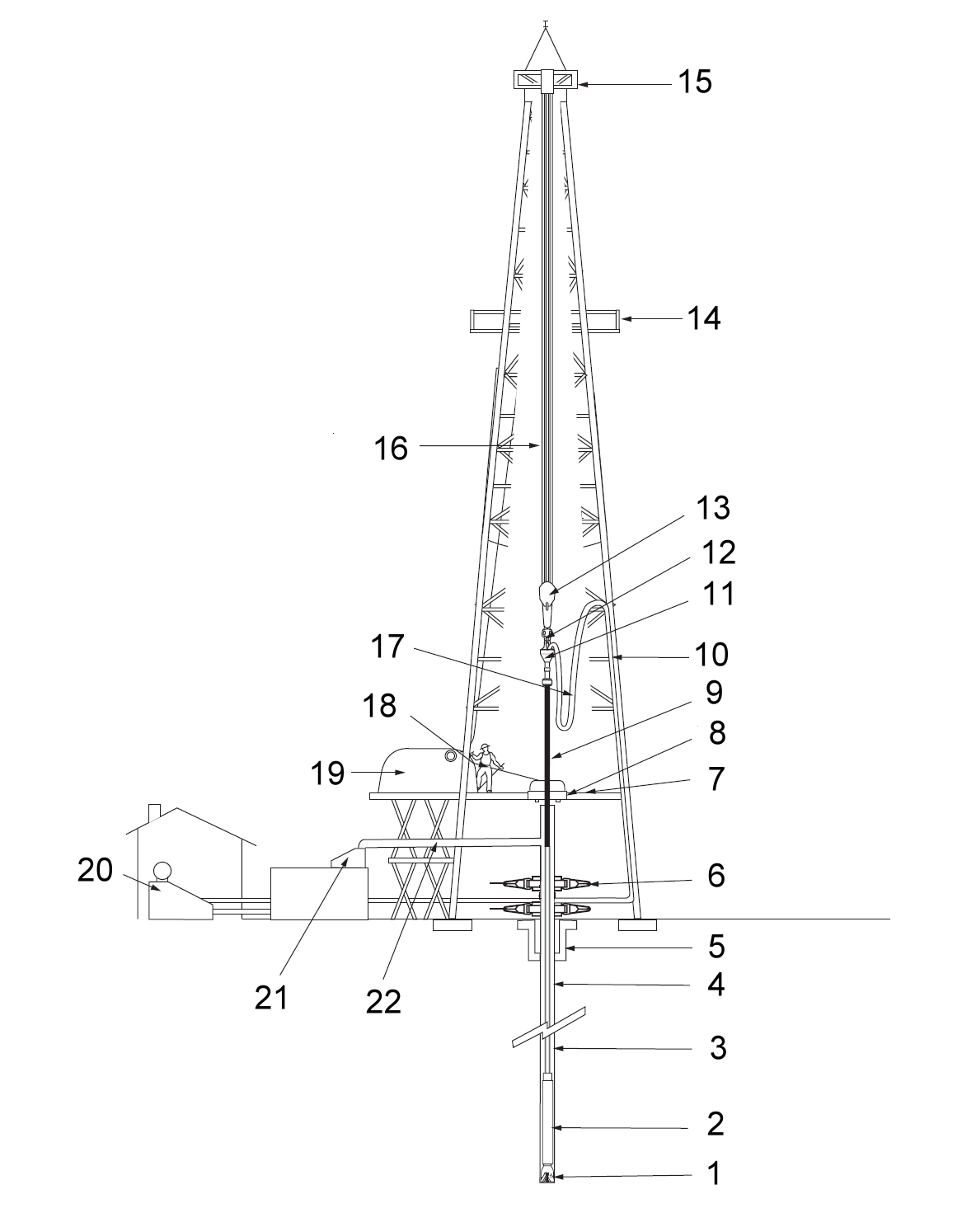
Общая схема буровой установки: 1 — буровое долото; 2 — УБТ; 3 — бурильные трубы; 4 — кондуктор; 5 — устьевая шахта; 6 — противовыбросовое устройства; 7 — пол буровой установки; 8 — буровой ротор; 9 — ведущая бурильная труба; 10 — буровой стояк; 11 — вертлюг; 12 — крюк; 13 — талевый блок; 14 — балкон верхового рабочего; 15 — кронблок; 16 — талевый канат; 17 — шланг ведущей бурильной трубы; 18 — индикатор нагрузки на долото; 19 — буровая лебёдка; 20 — буровой насос; 21 — вибрационное сито для бурового раствора; 22 — выкидная линия бурового раствора.

Бурение — процесс разрушения горных пород с помощью специальной техники — бурового оборудования. Различают три вида бурения:
- Вертикальное бурение
- Наклонно-направленное бурение
- Горизонтальное бурение

Бурение скважин — это процесс сооружения направленной цилиндрической горной выработки в земле, диаметр «D» которой мал по сравнению с её длиной по стволу «H», без доступа человека на забой. Начало скважины на поверхности земли называют устьем, дно — забоем, а стенки скважины образуют её ствол.

## История бурения

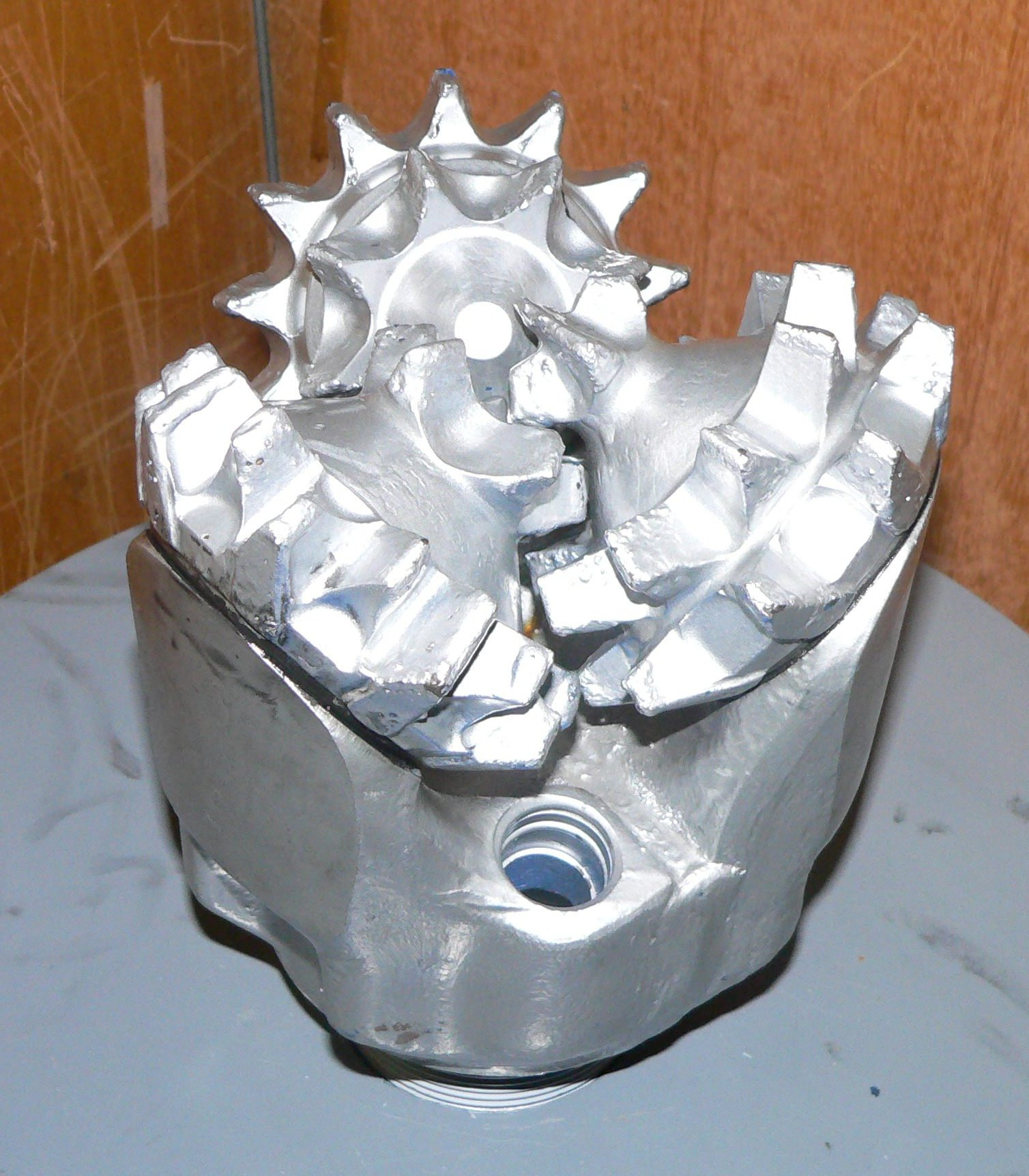
Шарошечное буровое долото

В работах философа Конфуция, которые были написаны в 600 г. до н. э., были описаны китайские скважины для добычи воды и соляных рассолов. Такие скважины сооружались с помощью метода ударного бурения. Время от времени китайцы в ходе бурения натыкались на нефть или газ, как, например, в Сычуане из скважин глубиной около 240 м добывали газ, который использовался для выпаривания соли.
В России до середины XIX века нефть добывалась на Апшеронском полуострове из колодцев, а уже 14 июля 1848 года в местечке Биби-Эйбат была пробурена первая в мире нефтяная скважина ударным способом с применением деревянных штанг.
За пределами России первая нефтяная скважина была пробурена в 1859 году в США полковником Эдвином Дрейком в окрестностях г. Тайтусвиля (Пенсильвания), генеральным представителем Seneca Oil Company. Из-за попыток применить бурение для поиска и добычи нефти местные жители считали Дрейка сумасшедшим. Помимо этого Дрейк, по его собственному утверждению, изобрёл обсадную трубу, «без которой никто не смог бы бурить в низинах, где земля подтоплена».
В 1899 году в России был запатентован электробур. Это был электродвигатель, который был соединён с долотом и был подвешен на канате. Уже в 1938 году была разработана его современная конструкция, а через два года таким электробуром пробурили первую скважину.
В 1930 году в Европе пробурили с земной поверхности скважину на глубину 3 км. В конце 1950-х годов глубина пробурённых скважин увеличилась до 7 км.
Бурение на море впервые было осуществлено в Тихом океане в 1897 г. В России первая морская скважина была пробурена в бухте Ильича на искусственно созданном островке.
В 1970-е — 1990-е гг. пробурена Кольская сверхглубокая скважина (СГ-3) — самая глубокая параметрическая скважина в мире, глубиной 12 262 метра.
В 2020-е годы бурение на нефть и газ в Китае часто стало сверхглубоким: к 2025 году в Китае только в Таримском бассейне количество скважин глубиной более 8 км достигло 191, это больше половины всех скважин в стране. 20 февраля 2025 года в Таримском бассейне Китая была пробурена вертикальная скважина «Шэньдитакэ-1» (кит. упр. 深地塔科1井) глубиной 10 910 м, став второй в мире по глубине вертикальной  скважиной после Кольской сверхглубокой.

## Классификация скважин по назначению
Скважины на нефть и газ, можно систематизировать следующим образом:
- структурно-поисковые, назначение которых — установление (уточнение тектоники, стратиграфии, литологии, оценка продуктивности горизонтов) без дополнительного строительства скважин;
- разведочные, служащие для выявления продуктивных объектов, а также для оконтуривания уже разрабатываемых нефтяных и газоносных пластов;
- добывающие (эксплуатационные), предназначенные для добычи нефти и газа из земных недр. К этой категории относят также нагнетательные, оценочные, наблюдательные и параметрические скважины;
- нагнетательные, предназначенные для закачки в пласты воды, газа или пара с целью поддержания пластового давления или обработки призабойной зоны. Эти меры направлены на удлинение периода фонтанного способа добычи нефти или повышение эффективности добычи;
- опережающие добывающие, служащие для добычи нефти и газа с одновременным уточнением строения продуктивного пласта;
- оценочные, назначение которых — определение начальной нефтеводонасыщенности и остаточной нефтенасыщенности пласта (и проведение иных исследований);
- контрольные и наблюдательные, предназначенные для наблюдения за объектом разработки исследования характера продвижения пластовых флюидов и изменения газонефтенасыщенности пласта;
- опорные скважины бурят для изучения геологического строения крупных регионов, чтобы установить общие закономерности залегания горных пород и выявить возможности образования в этих породах месторождений нефти и газа.

## Способы бурения
| Способ бурения      | Определение |
| ------------------- | --- |
| Вращательный        | Механическое бурение, при котором разрушающее усилие создаётся непрерывным вращением породоразрушающего инструмента с приложением осевой нагрузки.    |
| Роторный            | Вращательное бурение, при котором буровой снаряд вращается станком со вращателем роторного типа.                                                      |
| Турбинный           | Вращательное бурение, при котором породоразрушающий инструмент вращается турбобуром.                                                                  |
| Объёмный            | Вращательное бурение, при котором породоразрушающий инструмент вращается винтовым (объёмным) двигателем.                                              |
| Электробуром        | Вращательное бурение, при котором породоразрушающий инструмент вращается электробуром.                                                                |
| Алмазный            | Вращательное бурение, при котором горная порода разрушается породоразрушающим инструментом, армированным алмазами.                                    |
| Твердосплавный      | Вращательное бурение, при котором горная порода разрушается породоразрушающим инструментом, армированным твёрдыми сплавами.                           |
| Дробовой            | Вращательное бурение, при котором горная порода разрушается дробью.                                                                                   |
| Ударный             | Механическое бурение, при котором разрушающее усилие создаётся воздействием ударов породоразрушающего инструмента.                                    |
| Ударно-канатный     | Ударное бурение, при котором возвратно-поступательное движение, создаваемое станком, передаётся породоразрушающему инструменту канатом.               |
| Ударно-штанговый    | Ударное бурение, при котором возвратно-поступательное движение, создаваемое станком, передаётся породоразрушающему инструменту бурильными трубами.    |
| Ударно-вращательный | Механическое бурение, при котором разрушающее усилие создаётся в результате совместного воздействия ударов и вращения породоразрушающего инструмента. |
| Гидроударный        | Ударно-вращательное бурение, при котором удары сообщаются породоразрушающему инструменту гидроударником.                                              |
| Вибрационный        | Механическое бурение, при котором внедрение бурового снаряда осуществляется виброударником.                                                           |
| Гидродинамический   | Бурение, при котором горная порода разрушается высоконапорной струёй жидкости.                                                                        |
| Термический         | Бурение, при котором горная порода разрушается тепловым воздействием.                                                                                 |
| Электрофизический   | Бурение, при котором разрушается горная порода под воздействием сил, возникающих в результате электрического разряда.                                 |
| Взрывоударный       | Бурение, при котором горная порода разрушается под воздействием сил, возникающих в результате взрыва.                                                 |
| Химический          | Бурение, при котором горная порода разрушается под действием реагентов, вступающих с ней в химическую реакцию.                                        |
| С промывкой         | Бурение, при котором продукты разрушения горных пород удаляются потоком промывочной жидкости.                                                         |
| С продувкой         | Бурение, при котором продукты разрушения горных пород удаляются потоком газа.                                                                         |

## Буровое оборудование
- Буровая вышка
- Буровая установка
- Буровой станок
- Бурильная колонна представляет собой спущенную в скважину сборку из бурильных труб скреплённых между собой бурильными замками, предназначенную для подачи гидравлической и механической энергии к долоту, для создания осевой нагрузки на долото, а также для управления траекторией бурящейся скважины.
- Долото шарошечное